# Летай
Летай (хорв. Letaj) — населений пункт у Хорватії, в Істрійській жупанії у складі громади Кршан.

## Населення
Населення за даними перепису 2011 року становило 43 осіб.
Динаміка чисельності населення поселення:

## Клімат
Середня річна температура становить 12,01 °C, середня максимальна – 25,46 °C, а середня мінімальна – -1,93 °C. Середня річна кількість опадів – 1216 мм.
| Клімат поселення                              | Клімат поселення | Клімат поселення | Клімат поселення | Клімат поселення | Клімат поселення | Клімат поселення | Клімат поселення | Клімат поселення | Клімат поселення | Клімат поселення | Клімат поселення | Клімат поселення | Клімат поселення |
| Показник                                      | Січ.             | Лют.             | Бер.             | Квіт.            | Трав.            | Черв.            | Лип.             | Серп.            | Вер.             | Жовт.            | Лист.            | Груд.            |                  |
| Середній максимум, °C                         | 8,68             | 9,36             | 12,08            | 16,09            | 20,68            | 24,59            | 25,46            | 24,90            | 20,52            | 16,26            | 11,12            | 8,24             |                  |
| Середня температура, °C                       | 3,37             | 4,06             | 6,79             | 10,80            | 15,38            | 19,29            | 21,77            | 21,22            | 16,84            | 12,58            | 7,42             | 4,56             |                  |
| Середній мінімум, °C                          | −1,93            | −1,24            | 1,48             | 5,49             | 10,09            | 13,99            | 18,09            | 17,54            | 13,16            | 8,90             | 3,75             | 0,88             |                  |
| Норма опадів, мм                              | 95               | 77               | 90               | 94               | 85               | 100              | 67               | 94               | 109              | 140              | 146              | 119              |                  |
| Середньомісячна швидкість вітру, м/с          | 2.35             | 2.58             | 2.71             | 2.62             | 2.40             | 2.28             | 2.24             | 2.23             | 2.26             | 2.46             | 2.63             | 2.55             |                  |
| Середньомісячна сонячна радіація, кДж/м²·день | 4470             | 7331             | 10545            | 14983            | 19076            | 20648            | 21729            | 18627            | 13974            | 9010             | 4896             | 3751             |                  |
| --------------------------------------------- | ---------------- | ---------------- | ---------------- | ---------------- | ---------------- | ---------------- | ---------------- | ---------------- | ---------------- | ---------------- | ---------------- | ---------------- | ---------------- |
| Джерело:                                      |                  |                  |                  |                  |                  |                  |                  |                  |                  |                  |                  |                  |                  |